# 弗朗索瓦·格罗迪迪埃
弗朗索瓦·格罗迪迪埃（法語：François Grosdidier，法語發音：[fʁɑ̃swa ɡʁodidje]；1961年2月25日—），法国政治人物，共和党员。他自2020年起担任梅斯市长；此外任参议员，代表摩泽尔省。